# Campsicnemus panini
Campsicnemus panini är en tvåvingeart som beskrevs av Neal L. Evenhuis 2003. Campsicnemus panini ingår i släktet Campsicnemus och familjen styltflugor. Inga underarter finns listade i Catalogue of Life.